# Mametz
|  | Per a altres significats, vegeu «Mametz (Pas de Calais)». |

Mametz és un municipi francès al departament del Somme (regió dels Alts de França). L'any 2007 tenia 165 habitants.

## Demografia

### Població
El 2007 la població de fet de Mametz era de 165 persones. Hi havia 60 famílies de les quals 8 eren unipersonals (4 homes vivint sols i 4 dones vivint soles), 24 parelles sense fills, 16 parelles amb fills i 12 famílies monoparentals amb fills.
La població ha evolucionat segons el següent gràfic:

### Habitatges
El 2007 hi havia 68 habitatges, 60 eren l'habitatge principal de la família, 4 eren segones residències i 4 estaven desocupats. Tots els 68 habitatges eren cases. Dels 60 habitatges principals, 55 estaven ocupats pels seus propietaris, 3 estaven llogats i ocupats pels llogaters i 2 estaven cedits a títol gratuït; 1 tenia dues cambres, 10 en tenien tres, 21 en tenien quatre i 28 en tenien cinc o més. 54 habitatges disposaven pel capbaix d'una plaça de pàrquing. A 19 habitatges hi havia un automòbil i a 36 n'hi havia dos o més.

### Piràmide de població

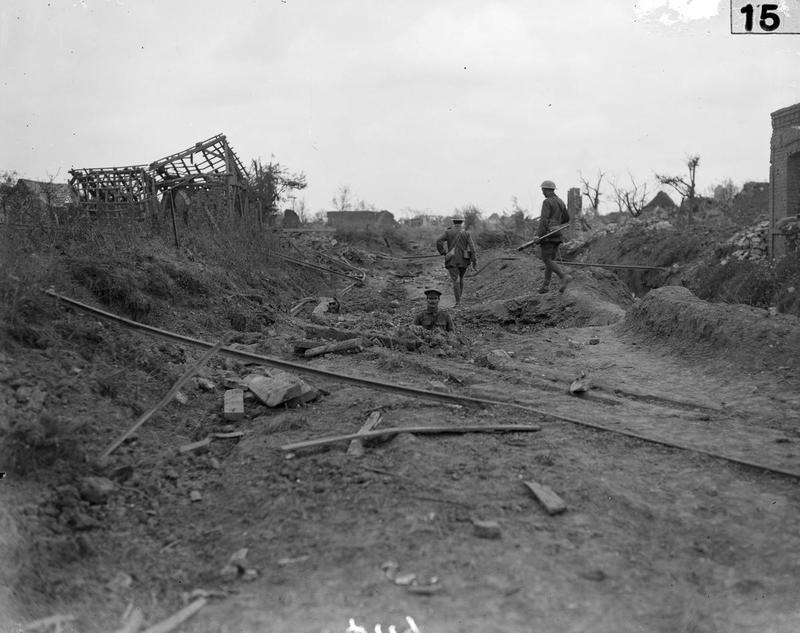
Batalla del Somme

La piràmide de població per edats i sexe el 2009 era:
| Homes | Edats   | Dones |
| ----- | ------- | ----- |
| 0     | 95 o +  | 0     |
| 0     | 90 a 94 | 0     |
| 4     | 85 a 89 | 0     |
| 0     | 80 a 84 | 0     |
| 0     | 75 a 79 | 0     |
| 4     | 70 a 74 | 4     |
| 4     | 65 a 69 | 0     |
| 0     | 60 a 64 | 8     |
| 4     | 55 a 59 | 4     |
| 8     | 50 a 54 | 8     |
| 8     | 45 a 49 | 8     |
| 4     | 40 a 44 | 0     |
| 8     | 35 a 39 | 12    |
| 8     | 30 a 34 | 4     |
| 0     | 25 a 29 | 0     |
| 0     | 20 a 24 | 4     |
| 4     | 15 a 19 | 0     |
| 8     | 10 a 14 | 4     |
| 12    | 5 a 9   | 0     |
| 4     | 0 a 4   | 12    |

## Economia
El 2007 la població en edat de treballar era de 110 persones, 81 eren actives i 29 eren inactives. De les 81 persones actives 76 estaven ocupades (45 homes i 31 dones) i 5 estaven aturades (2 homes i 3 dones). De les 29 persones inactives 14 estaven jubilades, 7 estaven estudiant i 8 estaven classificades com a «altres inactius».

### Ingressos
El 2009 a Mametz hi havia 64 unitats fiscals que integraven 178 persones, la mediana anual d'ingressos fiscals per persona era de 19.440 €.

### Activitats econòmiques
Dels cinc establiments que hi havia el 2007, 1 era d'una empresa de fabricació d'altres productes industrials, 3 d'empreses de construcció i 1 d'una empresa immobiliària.
Dels dos establiments de servei als particulars que hi havia el 2009, una era una fusteria i l'altra una lampisteria.
L'any 2000 a Mametz hi havia vuit explotacions agrícoles que ocupaven un total de 560 hectàrees.

## Equipaments sanitaris i escolars
El 2009 hi havia una escola elemental integrada dins d'un grup escolar amb les comunes properes formant una escola dispersa.

## Poblacions properes
El següent diagrama mostra les poblacions més properes.